# Sizun
Sizun je naselje in občina v severozahodnem francoskem departmaju Finistère regije Bretanje. Naselje je leta 2008 imelo 2.216 prebivalcev.

## Geografija
Kraj leži v pokrajini Pays de Léon znotraj naravnega regijskega parka Armorike ob reki Élorn, 36 km vzhodno od Bresta.

## Uprava
Sizun je sedež istoimenskega kantona, v katerega so poleg njegove vključene še občine Commana / Kommanna, Locmélar / Lokmelar in Saint-Sauveur / an Dre-Nevez s 3.943 prebivalci.
Kanton Sizun je sestavni del okrožja Morlaix.

## Zanimivosti
- župnijski kompleks

slavolok zmage (1585-1588),
kapela - osuarij (1585)
cerkev sv. Tysilia, valižanskega princa, iz 16. do 18. stoletja,
- kapela sv. Iltuda iz 15. stoletja,
- cerkev Saint-Cadou iz 17. do 19. stoletja, s kalvarijo iz leta 1744,
- Akumulacijsko jezero Lac du Drennec površine 110 hektarjev je nastalo leta 1982 z zajezitvijo reke Élorn; leži jugovzhodno od kraja na meji z občino Commana.